# Frank Austermann
Frank Austermann  (* im 20. Jahrhundert) ist ein deutscher evangelischer Theologe und Professor für Praktische Theologie an der Hochschule Hannover.

## Leben
Frank Austermann legte 1984 die Abiturprüfung in Bremen ab und leistete anschließend Zivildienst. Dann studierte er Evangelische Theologie in Tübingen, Münster und Göttingen sowie Philosophie und Soziologie in Münster und Göttingen. Das Vikariat absolvierte er in der Bremischen Evangelischen Kirche (BEK) von 1995 bis 1996. Nach einer Tätigkeit als Wissenschaftlicher Mitarbeiter in einem DFG-Projekt promovierte er 2000 mit Von der Tora zum Nomos: Untersuchungen zur Übersetzungsweise und Interpretation im Septuaginta-Psalter; im gleichen Jahr wurde er in Bremen ordiniert. Nach weiteren wissenschaftlichen Tätigkeiten war er von 2004 bis 2007 Gemeindepastor in Bremen, bevor er die Leitung der dortigen Telefonseelsorgestelle übernahm. Zusätzlich leitete er ab 2008 auch die Arbeitsstelle für Supervision und Gemeindeberatung. 2014 erhielt er einen Ruf an die Hochschule Hannover. 
Austermann ist verheiratet.

## Schriften (Auswahl)
- Mitherausgeber der Onlinezeitschrift Forum Supervision (seit 2014)
- Von der Tora zum Nomos: Untersuchungen zur Übersetzungsweise und Interpretation im Septuaginta-Psalter. Göttingen: Vandenhoeck und Ruprecht 2003, ISBN 978-3-525-82529-7.
- Zu den demokratischen, emanzipatorischen und internationalen Wurzeln der Profession Supervision am Beispiel von Cora Baltussens Beratungsverständnis, in: Forum Supervision 27 (=2019) (52), S. 6–16, DOI:10.4119/fs-2320.